# Giorgi Tschanturia
Giorgi Tschanturia (georgisch გიორგი ჭანტურია; FIFA-Schreibweise nach englischer Transkription Giorgi Chanturia; * 11. April 1993 in Tiflis) ist ein georgischer ehemaliger Fußballspieler.

## Karriere

### Verein
Die Karriere von Tschanturia begann in der Jugend des FC Saburtalo in seiner georgischen Heimat, ehe er im Jahr 2009 in die Jugend des FC Barcelona wechselte. Im Jahr 2010 verpflichtete ihn der niederländische Erstligist Vitesse Arnheim. Dort spielte er zunächst in der Jugend, bevor er im Jahr 2011 in den Kader der ersten Mannschaft kam. In der Saison 2011/12 kam er auf 25 Einsätze für Vitesse und erzielte dabei vier Tore. Über die Play-offs konnte er sich mit seinem Team für die Europa League qualifizieren. Nachdem er in der Hinrunde 2012/13 kaum zum Einsatz gekommen war, wurde er Anfang 2013 an den russischen Erstligisten Alanija Wladikawkas ausgeliehen, kam dort jedoch nur sechs Mal zum Einsatz und stieg mit seinem Klub am Saisonende ab. Er kehrte zu Vitesse zurück.
Anfang 2014 wurde Tschanturia an den rumänischen Erstligisten CFR Cluj transferiert, ein halbes Jahr später holte ihn Hellas Verona in die italienische Serie A. Verona verlieh ihn Anfang September 2014 für ein Jahr an CFR Cluj.
Im September 2015 holte ihn der MSV Duisburg in die 2. Bundesliga. Am 5. Oktober 2015 gab er gegen den SC Paderborn 07 mit seiner Einwechslung zur zweiten Halbzeit sein Debüt und erzielte den entscheidenden Treffer zum 1:0-Endstand zugunsten seiner Mannschaft.
Zum 1. Juli 2016 wechselte er, nach dem Abstieg des MSV Duisburg, ablösefrei zum russischen Erstligisten Ural Jekaterinburg und unterzeichnete dort einen Vertrag bis zum 30. Juni 2019. Ende November 2016 zog er sich eine Verletzung zu und fiel den Rest der Saison aus. 2018 verließ er den Verein und war erst zwei Jahre später, allerdings nur für wenige Tage, bei Saburtalo Tiflis unter Vertrag. Weitere Engagements realisierten sich nicht.

### Nationalmannschaft
Nachdem er bereits 15 Spiele für die georgische U-21-Nationalmannschaft bestritten hatte, wurde er im März 2014 erstmals ins Aufgebot der A-Nationalmannschaft berufen. Beim 2:0-Erfolg gegen Liechtenstein stand er in der Startelf und erzielte das 1:0 für sein Land.